# آذربایجان (نام)

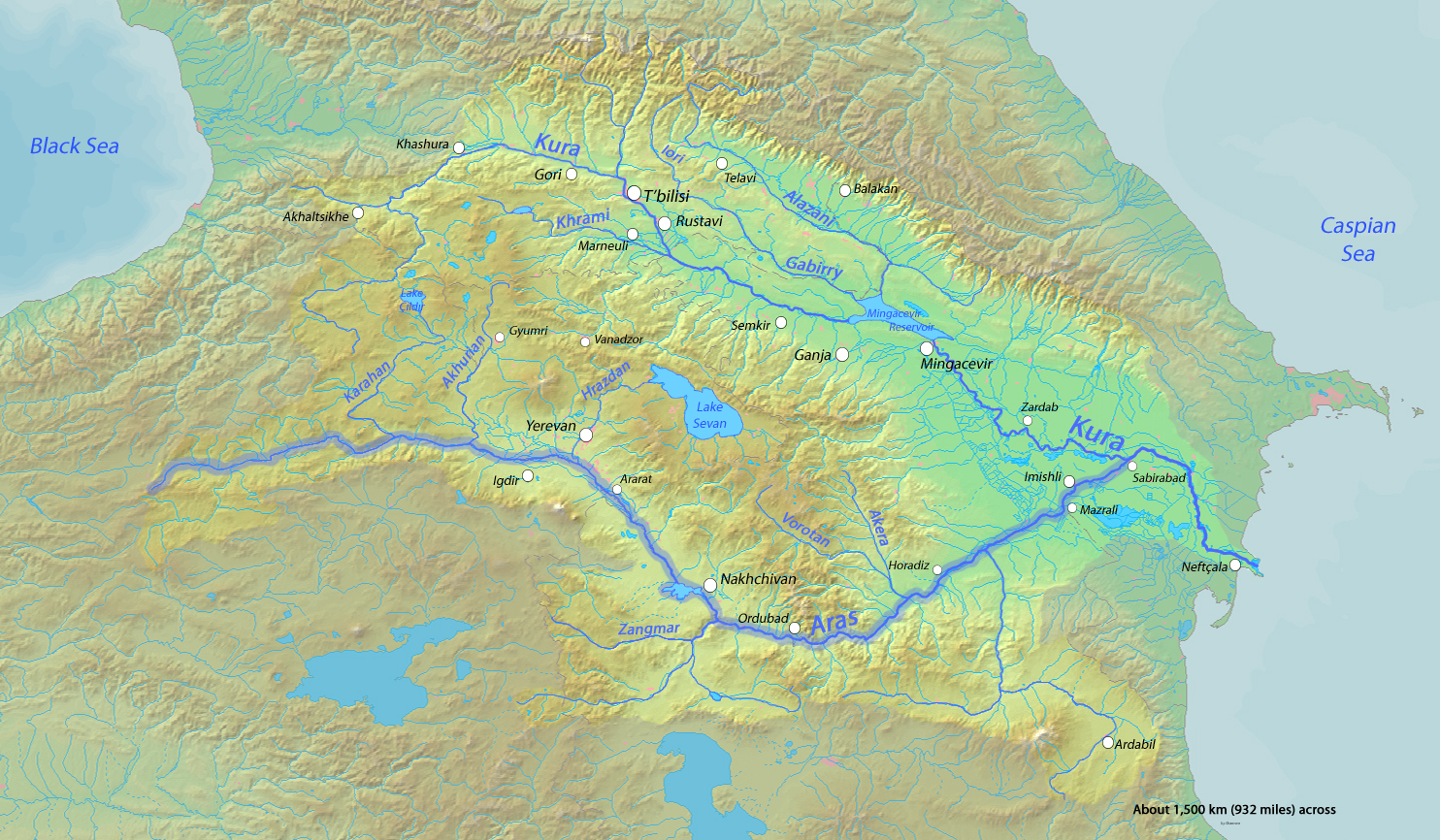
نقشه آذربایجان و آران و رودهای کُر و ارس

از لحاظ تاریخی، نام آذربایجان برای اشاره به منطقه واقع در جنوب رود ارس (امروزه به نام آذربایجان ایران در شمال غربی ایران) به کار می‌رفته‌است. منطقه شمال رود ارس که امروزه جمهوری آذربایجان نامیده می‌شود تا سال ۱۹۱۸ در محدوده جغرافیایی آذربایجان قرار نداشت. تاریخ‌نگاران و جغرافی‌دانان معمولاً منطقه شمال رود ارس را آران می‌نامند. در ۲۸ مه ۱۹۱۸، در پی فروپاشی امپراتوری روسیه، گروهی از فعالان سیاسی در آران تصمیم گرفتند نام منطقه خود را با نام جمهوری خلق آذربایجان به آذربایجان تغییر دهند. مورخان و پژوهشگران استدلال کرده‌اند که برنامه پان‌ترکیسم باعث این تغییر نام شد.

## شواهد پیش از اسلام
نام منطقه‌ای در شمال رود ارس که به جمهوری آذربایجان معروف است، توسط جغرافی‌دانان و تاریخ‌نگاران یونان باستان آلبانی قفقاز نامیده می‌شد. برای نمونه استرابون (۶۴ یا ۶۳ پیش از میلاد - ۲۴ میلادی)، جغرافیدان یونانی، آلبانی را سرزمینی جدا از آتروپاتن (نام باستانی آذربایجان) معرفی می‌کند و آن را به عنوان «سرزمینی از دریای خزر تا رود آلازانی و سرزمین آتروپاتن ماد در جنوب» توصیف می‌کند.
مووسس کاغانکاتواتسی، نویسنده کتاب تاریخ کشور آلبانی، که دوره میان سده چهارم تا دهم میلادی را در بر می‌گیرد، مرزهای آلبانی را مرزی توصیف می‌کند که از رود ارس فراتر نمی‌رود.

## دوره اسلامی
افزون بر آثار یونانی، جغرافی‌دانان و مورخان مسلمان فراوانی نیز در مورد مرزهای جغرافیایی آران و آذربایجان اطلاعاتی ارائه کرده‌اند. به عنوان مثال، ابن حوقل، جغرافی‌دان مسلمان سده دهم میلادی، نقشه‌ای از آذربایجان و آران را با رود ارس به عنوان مرز طبیعی بین این دو منطقه ترسیم کرده‌است. استخری، یکی دیگر از جغرافی‌دانان مسلمان از همان سد، آران و آذربایجان را به عنوان دو منطقه مجزا معرفی می‌کند. یاقوت حموی، زندگی‌نامه‌نویس و جغرافی‌نویس مسلمان سده چهاردهم، در کتاب معجم‌البلدان مرزهای جغرافیایی آران و آذربایجان را به وضوح جدا می‌کند:
آران، نامی ایرانی، سرزمینی وسیع با شهرهای بسیار است که یکی از آن‌ها جنزه است. این همان شهری است که مردم آن را گنجه و نیز بردعه، شمکور و بلقان می‌نامند. رودخانه‌ای به نام ارس آذربایجان را از آران جدا می‌کند. همه چیز در شمال و غرب این رود آران است و هرچه در جنوب قرار دارد آذربایجان است.
ابوالفدا، مورخ سده چهاردهم میلادی، تصریح می‌کند که آذربایجان و آران دو منطقه متفاوت هستند. برهان خلف تبریزی، نویسنده سده هفدهم، در کتاب برهان قاطع می‌نویسد: «ارس نام رودخانه‌ای معروف است که آران را از آذربایجان جدا می‌کند».

### جنگ صفویه و عثمانی
در زمان پادشاهی احمد یکم پس از شکست سخت او در جنگ عثمانی و صفوی (۱۸۱۸–۱۶۰۳) از شاه عباس بزرگ، مناطقی که به‌طور موقت در جنگ عثمانی-صفویه (۱۵۷۸–۱۵۹۰) ضمیمه خاک عثمانی شده بودند مثل گرجستان، آذربایجان و سایر مناطق وسیع قفقاز، به موجب عهدنامه نصوح پاشا (۱۶۱۲ میلادی) به ایران واگذار شدند. پس از آن مرزهای جدید بر اساس همان خطی که در صلح آماسیه در سال ۱۵۵۵ تأیید شده بود، ترسیم شد.

## تغییر نام در سال ۱۹۱۸
در پی جنگ‌های ایران و روسیه در سده نوزدهم و به تبع آن عهدنامه ترکمانچای در سال ۱۸۲۸، رود ارس به عنوان مرز ایران و روسیه تعیین شد. در نتیجه، کل قفقاز در امپراتوری روسیه گنجانده شد. با توجه به ضعف نظامی ایران، مسلمانان ترک‌زبان قفقاز که از روسیه ناراضی بودند و امیدی به حمایت ایران نداشتند، به امپراتوری عثمانی روی آوردند. امپراتوری عثمانی که مدعی قهرمانی جهان اسلام بود، حمایت خود را از مسلمانان قفقاز افزایش داد. در همان زمان، در اواخر سده نوزدهم، ایده‌های وحدت اسلامی و وحدت ترک‌زبانان در میان روشنفکران عثمانی محبوبیت یافت. نتیجه آن تأسیس حزب اتحاد و ترقی در سال ۱۸۸۹ بود که خواستار حفظ همه مردم تحت امپراتوری عثمانی حول سه رکن اسلام، زبان ترکی و خلافت بود.
در ۱۹۱۱ یک گروه از روشنفکران مسلمان ترک‌زبان حزب مساوات دموکراتیک مسلمان را در قفقاز بنیانگذاری کردند که یک سازمان کوچک و مخفی زیرزمینی که برای وحدت سیاسی میان مسلمانان و مردم ترک‌زبان بود. رهبران سازمان تحت تأثیر ترک‌های جوان با پان‌ترکیسم همفکری داشتند. در ۱۷ ژوئیه ۱۹۱۷، مساوات با حزب فدرالیست‌های ترک، یکی دیگر از سازمان‌های راستگرای ملی-دموکراتیک، اذغام شد و نام جدیدی به نام حزب مساوات فدرالیست‌های ترک را به تصویب رسانید. در این زمان هدف اصلی رهبران مساوات ایجاد یک کشور متحد مسلمان تحت حمایت امپراتوری عثمانی بود. پس از انقلاب اکتبر سال ۱۹۱۷ هنگامی که رهبران مساوات نتوانستند با بلشویک‌های قفقازی به توافق برسند، تصمیم گرفتند دولت خود را تأسیس و استقلال خود را اعلام کنند؛ بنابراین در ۲۸ مه ۱۹۱۸ مساوات استقلال خود را با نام جمهوری خلق آذربایجان اعلام کرد.
برخی از محققان استدلال می‌کنند که دلیل انتخاب نام آذربایجان به جای آران به دلیل خواسته‌های ترکان (عثمانی‌ها که تأثیر عمیقی بر رهبران مساوات داشتند) بوده‌است. نامگذاری آران به آذربایجان می‌تواند توجیه کافی برای اتحاد سیاسی مردم ترک‌زبان قفقاز جنوبی و شمال غرب ایران به نام آذربایجان باشد. این همچنین می‌توانست روند الحاق آذربایجان به امپراتوری عثمانی (ترکیه بعدی) را تسهیل کند.

## واکنش‌ها در ایران
نامگذاری آران به نام آذربایجان باعث تعجب، سردرگمی و خشم در ایران به ویژه در میان روشنفکران آذری ایران شد. محمد خیابانی، فعال سیاسی آذری ایرانی و برخی دیگر از روشنفکران آذری ایران در اعتراض به تغییر نام، خواستار تغییر نام آذربایجان ایران به آزادیستان (سرزمین آزادی) شدند.احمد کسروی، مورخ آذری ایرانی نیز با شنیدن این تغییر نام متعجب شد، هرچند به نظر می‌رسد از انگیزه انتخاب نام آذربایجان بی اطلاع بوده‌است. او در کتاب خود به نام شهریاران گمنام می‌نویسد:
جای تعجب است که نام آران اکنون آذربایجان است. آذربایجان یا آذربایگان همیشه نام سرزمینی بوده‌است که از همسایه خود آران بزرگتر و مشهورتر است و این دو سرزمین همیشه از یکدیگر متمایز بوده‌اند. ما تا به امروز نتوانسته‌ایم بفهمیم که چرا برادران ما در آران که برای حکومت آزادانه برای کشور خود تلاش می‌کردند، می‌خواهند نام باستانی و تاریخی کشور خود را کنار بگذارند و به [نام] آذربایجان تجاوز کنند؟
تصمیم به استفاده از نام «آذربایجان» با اعتراض ایران مواجه شد. به گفته حمید احمدی:
گرچه دولت ضعیف ایران در یک دوره انتقالی بود و با سلطه بیگانگان دست و پنجه نرم می‌کرد، نخبگان سیاسی و فکری ایران در تهران و تبریز، مرکز آذربایجان ایران، به زودی به چنین نامگذاری اعتراض کردند. نزدیک به یک سال، رسانه‌های مکتوب در تهران، تبریز و دیگر شهرهای بزرگ ایران از یک سو و رسانه‌های باکو، پایتخت جمهوری تازه استقلال‌یافته آذربایجان، از سوی دیگر، دلایل خود را برای اثبات اشتباه یا درست بودن چنین نامگذاری ارائه کردند. ایرانیان عموماً به انتخاب باکو مشکوک بودند و مصادره نام تاریخی استان شمال غرب ایران را توطئه پان‌ترکیستی می‌دانستند که توسط ترک‌های جوان عثمانی که در آن زمان در باکو فعال بودند، برای هدف نهایی خود برای ایجاد یک کشور ترک (توران) از آسیای مرکزی تا اروپا طراحی شده بود.. پان‌ترکیست‌ها با نامیدن آذربایجان واقعی تاریخی واقع در ایران «آذربایجان جنوبی» می‌توانند ادعا کنند که جمهوری آذربایجان و «آذربایجان جنوبی» در «توران» آینده خود یکپارچه هستند. شیخ محمد خیابانی، یکی از اعضای محبوب نخبگان سیاسی آذربایجان ایران و رهبر فرقه دمکرات از ترس چنین تهدیداتی، نام استان را به «آزادستان» تغییر داد. به گفته احمد کسروی، معاون وقت خیابانی، دلیل اصلی چنین تغییری جلوگیری از هرگونه ادعای آتی پان‌ترکیست عثمانی در مورد آذربایجان ایران بر اساس تشابه نام‌ها بوده‌است.
به گفته تادئوش سویتوچوسکی:
اگرچه این اعلامیه ادعای آن‌ها را به قلمرو شمال رود ارس محدود می‌کرد، اما استفاده از نام آذربایجان به زودی مخالفت‌هایی را از سوی ایران به همراه داشت. در تهران این شبهه ایجاد شد که جمهوری آذربایجان به عنوان ابزار عثمانی برای جدا کردن استان تبریز از ایران عمل کرده‌است. همچنین جنبش ملی انقلابی جنگلی گیلان ضمن استقبال از استقلال هر سرزمین مسلمان به عنوان «مایه شادی» در روزنامه خود این سؤال را مطرح کرد که آیا انتخاب نام آذربایجان دلالت بر تمایل جمهوری جدید به پیوستن به ایران دارد. اگر اینطور باشد باید صریحاً اعلام شود وگرنه ایرانیان با آذربایجان نامیدن آن جمهوری مخالف هستند. در نتیجه، دولت آذربایجان برای رفع ترس ایرانیان، از واژه آذربایجان قفقاز در اسناد خود برای انتشار در خارج از کشور استفاده می‌کرد.

## آذربایجان جنوبی
آذربایجان جنوبی واژه‌ای است که توسط شوروی اختراع شده‌است، که در اصل برای طرح ادعای ارضی اتحاد جماهیر شوروی بر منطقه تاریخی ایرانی آذربایجان در راستای کارزار تبلیغاتی برای ساختن روایتی ملی به کار می‌رفت. اگرچه اسناد نشان می‌دهد که مسکو پشت دستور چنین کارهای تبلیغاتی بوده‌است، اما شواهدی نیز از مخالفت داخلی شوروی در مورد این سیاست وجود دارد، زیرا سرگئی کافتارادزه به ویاچسلاو مولوتوف هشدار داد که «تغییر نام آذربایجان ایران به آذربایجان جنوبی … غیرمناسب و مملو از خطر پیامدهای ناخواسته است.» شوروی حتی پس از مرگ جعفر پیشه‌وری و پایان دولت دست‌نشانده خلق آذربایجان نیز به ترویج این واژه ادامه داد.
پس از فروپاشی اتحاد جماهیر شوروی، موضوع «جنوب» دوباره احیا شد. استفاده از این واژه بخشی جدایی‌ناپذیر از تلاش‌های ملت‌سازی جمهوری آذربایجان امروزی و دولت آن بوده‌است. تفکر رسمی تاریخ در مدارس و دانشگاه‌ها تمایل دارد جدایی ملت را در زمان وقوع جنگ‌های روسیه و ایران در اوایل سده نوزدهم با تجدیدنظر در تفسیر رویدادها برای نشان دادن «مبارزه مداوم آذربایجانی‌ها برای اتحادشان» را نشان دهد. در نتیجه، استفاده از واژه آذربایجان ایران به‌طور خودکار جمهوری آذربایجان را با ایران ارتباط می‌دهد و توجیه استقلال آذربایجان را تضعیف می‌کند. برخی محافل سیاسی در باکو از جنبش موسوم به بیداری ملی آذربایجان جنوبی استقبال می‌کنند.

## اظهارات مورخ جرج بورنوتیان
به گفته مورخ جرج بورنوتیان در بررسی ۱۸۲۰ روسیه از خانات شروان: منبع اولیه در مورد جمعیت و اقتصاد یک استان ایران پیش از الحاق آن به روسیه می‌گوید:
همان‌طور که اشاره شد، برای ساختن تاریخ و هویت ملی آذربایجان بر اساس تعریف سرزمینی یک ملت و همچنین کاهش نفوذ اسلام و ایران، ملی‌گرایان جمهوری آذربایجان به تحریک مسکو طرحی را ابداع کردند. الفبای «آذری» که جایگزین خط عربی-فارسی شد. در دهه ۱۹۳۰، کرملین به تعدادی از مورخان شوروی، از جمله مستشرق برجسته روسی، ایلیا پطروشفسکی دستور داد که این تصور کاملاً غیرقابل اثبات را بپذیرند که قلمرو خانات سابق ایرانی قفقاز (به جز ایروان که به ارمنستان شوروی تبدیل شده بود) بخشی از کشور آذربایجان بود؛ بنابراین، دو تحقیق مهم پطروشفسکی در مورد قفقاز جنوبی، از واژه آذربایجان و آذربایجانی در مورد تاریخ منطقه از سده شانزدهم تا نوزدهم استفاده می‌کند. دیگر دانشگاهیان روسی از این هم فراتر رفتند و ادعا کردند که یک ملت آذری از دوران باستان وجود داشته و تا به امروز ادامه دارد. از آنجایی که تمام بررسی‌های روسی و تقریباً تمام منابع اولیه روسی سده نوزدهم، مسلمانان ساکن قفقاز جنوبی را با عنوان «تاتار» و نه «آذربایجانی) معرفی می‌کردند، مورخان شوروی به سادگی آذربایجانی را جایگزین تاتار کردند. مورخان و نویسندگان آذری، از سال ۱۹۳۷ میلادی، از این راه پیروی کردند و تاریخ سه هزار ساله منطقه را به عنوان تاریخ آذربایجان تلقی کردند و دوران پیش از ایران، ایران و عرب‌ها حذف شد. هر کسی که در قلمرو آذربایجان شوروی زندگی می‌کرد به عنوان آذری طبقه‌بندی می‌شد. از این رو شاعر بزرگ ایرانی نظامی که فقط به فارسی شعر سروده بود، میز شاعر ملی آذربایجان شد.

اگرچه پس از مرگ استالین مشاجرات میان مورخان آذربایجانی و ایران‌شناسان شوروی که به تاریخ منطقه در دوران باستان (به ویژه دوران ماد) سر و کار داشتند بالا گرفت، هیچ مورخ شوروی جرأت نکرد اصطلاح آذربایجان یا آذربایجانی در دوران معاصر را زیر سؤال ببرد. در اواخر سال ۱۹۹۱، مؤسسه تاریخ آکادمی علوم اتحاد جماهیر شوروی، کتابی از یک مورخ آذری منتشر کرد که در آن نه تنها «تاتارها» را با آذری‌های امروزی یکی می‌دانست، بلکه نویسنده در مورد جمعیت آن‌ها بحث می‌کرد. آمار در سال ۱۸۴۲ شامل نخجوان و اردوباد در «آذربایجان» نیز بود. نویسنده، درست مانند پطروشفسکی، این واقعیت را کاملاً نادیده گرفت که در میان سال‌های ۱۸۲۸ تا ۱۹۲۱، نخجوان و اردوباد ابتدا بخشی از استان ارمنستان و سپس بخشی از فرمانداری ایروان بودند و تنها هشت دهه بعد بخشی از آذربایجان شوروی شدند.

اگر چه تعداد قریب به اتفاق مورخان روس و ایرانی سده نوزدهم و همچنین مورخان اروپایی امروزی، استان ایران آذربایجان و جمهوری آذربایجان امروزی را دو موجودیت «جغرافیایی» و «سیاسی» مجزا می‌دانند، مورخان و جغرافی‌دانان معاصر جمهوری آذربایجان آن دو را به عنوان یک دولت واحد می‌بینند که به بخش‌های «شمالی» و «جنوبی» تقسیم شده و در آینده با هم متحد خواهند شد.

از زمان فروپاشی اتحاد جماهیر شوروی، مورخان کنونی جمهوری آذربایجان نه تنها به استفاده از اصطلاحات آذربایجان شمالی و جنوبی ادامه داده‌اند، بلکه ادعا می‌کنند که جمهوری ارمنستان کنونی بخشی از آذربایجان شمالی بوده‌است. سیاستمداران و مورخان جمهوری آذربایجان در خشم خود از آنچه به عنوان «اشغال ارمنی‌ها» در قره باغ کوهستانی [که اتفاقاً منطقه خودمختار ارمنی در آذربایجان شوروی بود]، حضور تاریخی ارمنیان در قفقاز جنوبی را رد می‌کنند و می‌افزایند که تمام بناهای معماری ارمنی واقع در جمهوری آذربایجان امروزی نه ارمنی و بلکه آلبانیایی [قفقاز] هستند.